# Steinberg (bedrijf)

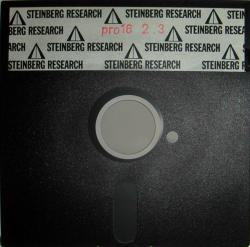
Floppy met Pro 12, een van de eerste producten van Steinberg

De Duitse firma Steinberg (volledige naam: Steinberg Media Technologies GmbH) is gevestigd in Hamburg en werd in 1984 opgericht door Manfred Rürup en Karl Steinberg. Met behulp van een Commodore 64 PC en een zelfgebouwde MIDI-interface maakten ze hun eerste software multitrack sequencer die geheel MIDI-gestuurd was: de Pro-16. 

## Belangrijkste producten en vernieuwingen

### Pro24
Met de komst van de Atari ST computer wordt deze uitgebreid naar 24 MIDI-sporen en krijgt in 1986 de naam Pro 24. Deze software brengt een revolutie teweeg onder muzikanten.
Pro 24 wordt vanwege de populaireit van de Atari ST computer (vanwege de ingebouwde MIDI interface) onder muzikanten een zeer populair stuk software met voor die tijd geheel nieuwe mogelijkheden zoals quantize en de mogelijkheid om hetgeen is opgenomen weer te geven in notenschrift en af te drukken. Pro24 heeft tevens de mogelijkheid om via MIDI een groot aantal soundparameters te wijzigen van de aangesloten MIDI-apparaten via zogenaamde 'control-changes', een voor die tijd eveneens revolutionaire feature.

### Cubase
In 1989 brengt Steinberg de eerste versie van hun paradepaardje Cubase op de markt. Feitelijk een upgrade van Pro 24, maar met een compleet nieuwe gebruikers-interface GUI en intuïtievere bedieningsmogelijkheden. Een jaar later komt Cubase beschikbaar voor de Apple Macintosh.

### Cubase Audio
In de daarop volgende jaren houdt de productenlijn van Steinberg GmbH gelijke tred met de steeds krachtiger wordende processoren. In 1991 komt Cubase Audio op de markt waarmee niet alleen MIDI maar tevens audio-samples kunnen worden opgenomen en bewerkt. (Een jaar later komt de software beschikbaar voor het Windows-platform.) Met deze mogelijkheden ontstaat ook de noodzaak om softwarematig effecten toe te voegen aan de samples, en daarvoor richt Steinberg in 1994 "Spectral Design GmbH" op. Dit dochterbedrijf richt zich op het ontwikkelen van deze zogenaamde "plug-ins."

### VST
In 1996 ontwikkelt Steinberg het Virtual Studio Technology-protocol (VST) waarmee plug-ins naadloos samenwerken met de nieuwste versie van Cubase: Cubase VST, dat wordt uitgebracht voor de Atari ST en de Apple Macintosh. Deze versie van Cubase kan worden beschouwd als een volledig geïntegreerde digitale studio-omgeving met volledige mixing- en masteringmogelijkheden, alsmede (theoretisch) onbeperkte mogelijkheden waar het gaat om plug-in effecten. 24 audio-tracks kunnen tegelijkertijd worden afgespeeld. Het mogelijke aantal MIDI-kanalen is onbeperkt. Een jaar na de introductie wordt Cubase VST voor Windows uitgebracht.

### ASIO
Integratie van de nieuwe software met geluidskaarten voor de PC wordt steeds beter nadat Steinberg het ASIO 2.0 - protocol (Audio Stream Input/Output) ontwikkelt in 1999. Het ASIO-protocol zorgt voor drastische verkleining van de "latency" (vertraging) in de communicatie tussen computer, software en geluidskaart.

## Overnames
In 2003 werd Steinberg overgenomen door Pinnacle Systems en in 2005 werd Steinberg een volle dochter van Yamaha.

## Overige producten
- 1995 - WaveLab (sample-editor)
- 2000 - Nuendo (digitaal audio werkstation)
- 2001 - HALion (virtuele sampler)
- 2002 - Cubase SX, Cubase SL en Media Interface 4 (USB-geluidsinterface)
- 2004 - Cubase System|4 en System|2
- 2006 - Cubase 4 en Cubase Studio 4 met VST3
- 2009 - Cubase 5, Cubase5 studio en Cubase5 essential.
- 2010 - Nuendo 5
- 2011 - Cubase 6 en Cubase 6 Artist met vst 3.5